# Ama (Japão)

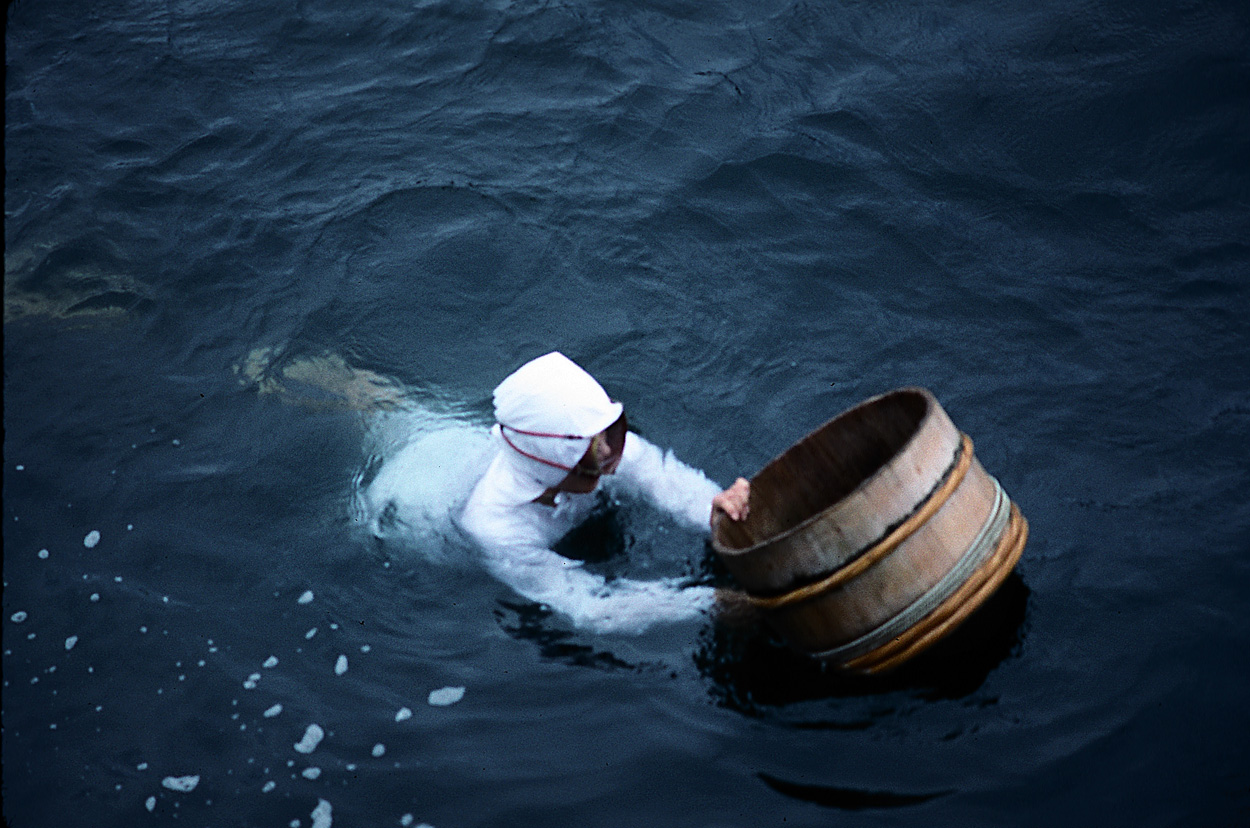
Ama retornando à superfície

Ama (海人, ; feminino: 海女; masculino: 海士; com a mesma pronúncia "amá" para todos os verbetes em japonês), uminchu (海人, em Okinawa) ou kaito (na Península de Izu) são mergulhadores ou, na maioria dos casos, mergulhadoras japonesas que se dedicam à recolha de mariscos, algas e pérolas. Em japonês, ama significa literalmente "pessoa do mar". A tradição japonesa afirma que a prática já tem mais de dois mil anos de existência.

## Equipamento

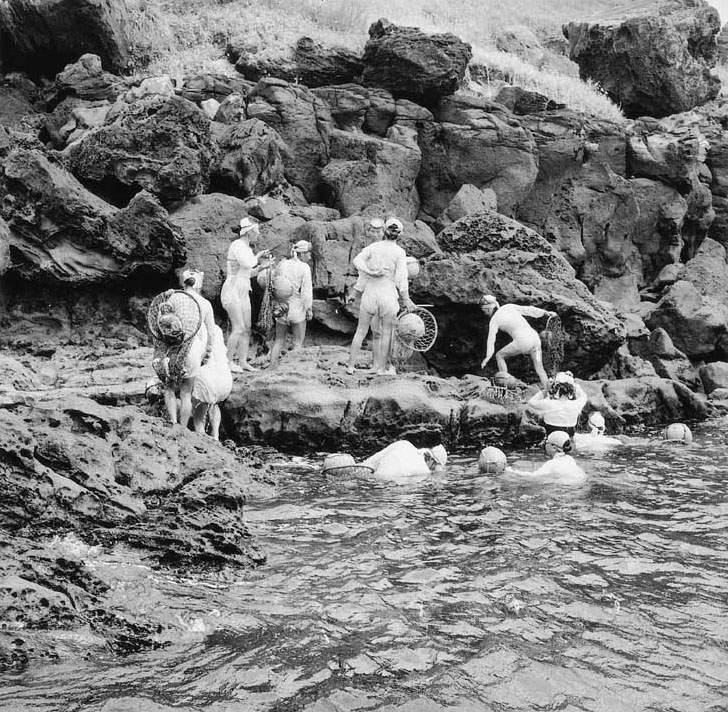
Amas em 1958

Tradicionalmente, amas usavam apenas um fraldão quando mergulhavam. Essa vestimenta era usada até à década de 1960. Até hoje, a maioria das amas não usam material de mergulho, como cilindros de ar comprimido ou roupas de mergulho; desse modo, amas praticam uma versão tradicional do mergulho livre.
Fazem mergulhos de aproximadamente dois minutos em apneia a até 30 metros de profundidade.
Eventualmente podem utilizar máscaras de mergulho, nadadeiras ou roupas para mergulho que lhes cubram o tronco. Alguns mergulhadores usam roupas de mergulho brancas, mas esses trabalham para atrações turísticas.

## Trabalho
Amas ficaram conhecidas por coletarem pérolas, mas essa atividade surgiu da busca de alimentos, como lagostas, algas e ostras.
Não é incomum encontrar amas de idade avançada ainda trabalhando. Normalmente, amas também executam outra atividade, como cuidar de fazendas familiares.
Crê-se que a maior parte dos amas são mulheres porque elas possuem mais gordura no corpo. As águas oceânicas do Japão são muito frias, e a gordura ajuda a manter a temperatura corporal.

## História
A tradição japonesa afirma que a prática de ama pode ter 2.000 anos.

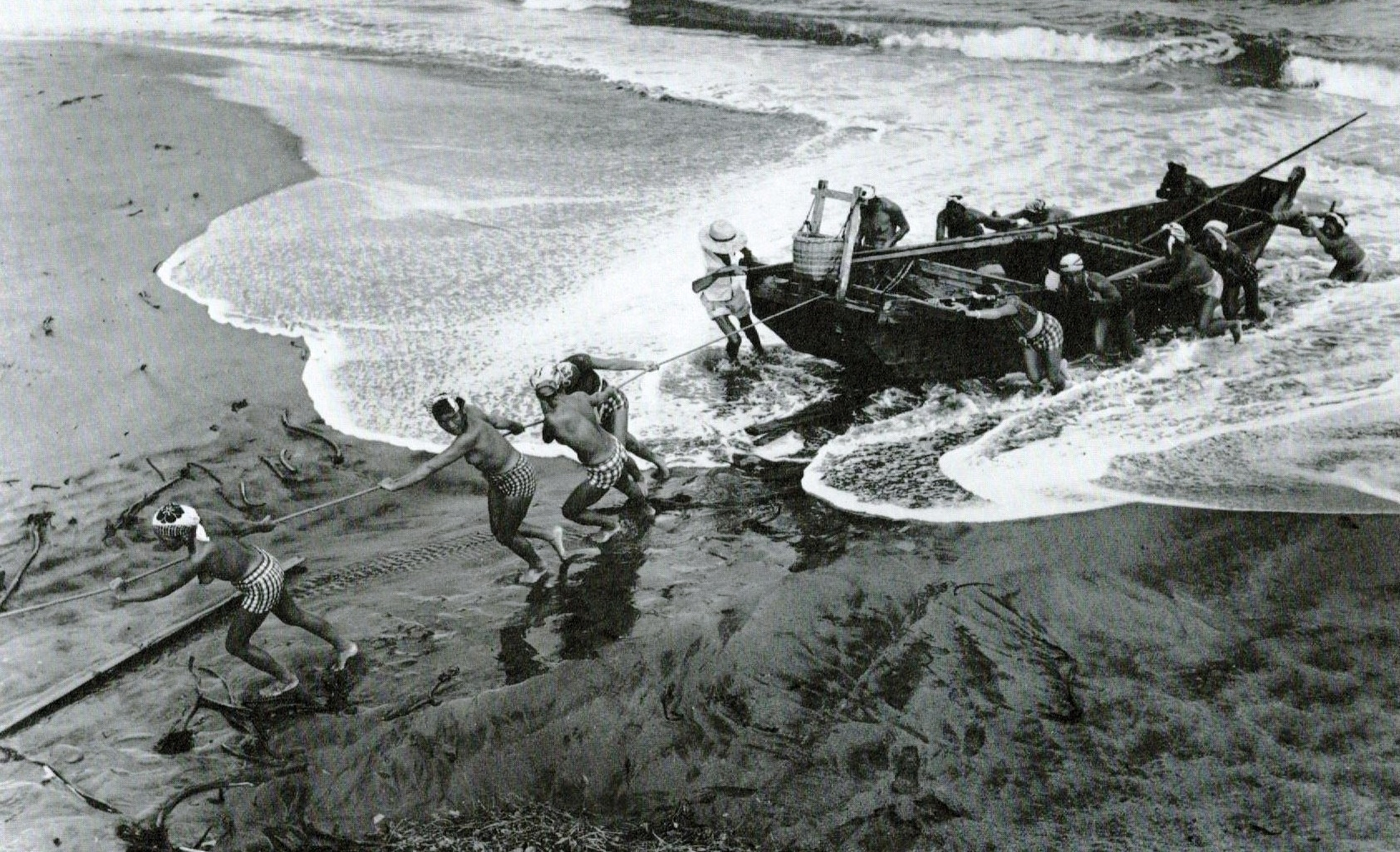
Amas puxam barco para a costa (c. 1950)

Registros de mergulhadoras de pérolas femininas, ou amas, datam de 927 d.C. no período Heian do Japão. Os primeiros ama eram conhecidos por mergulhar em busca de frutos do mar e foram homenageados com a tarefa de coletar o abalone para santuários e imperadores. As amas tradicionalmente usam branco, pois a cor representa a pureza e também para afastar os tubarões. Tradicionalmente, e até recentemente, na década de 1960, as amas mergulhavam vestindo apenas uma tanga fundoshi, mas no final século XX, as mergulhadoras adotaram um uniforme de mergulho todo branco para ficarem mais apresentáveis durante o mergulho.
A descoberta e produção da pérola cultivada em 1893 por Mikimoto Kōkichi produziu uma renovada demanda por amas, foi criada a Ilha das Pérolas de Mikimoto em Toba.  Hoje em dia, o mergulho de pérolas  é visto como uma atração turística nesta ilha. Mas o número de amas continua a diminuir à medida que esta técnica antiga se torna cada vez menos praticada, devido ao desinteresse pela nova geração de mulheres e à pouca demanda  por sua atividade em outros locais. Na década de 1940, 6.000 amas ativas foram relatadas ao longo das costas do Japão, enquanto hoje  pratica em números mais ao longo da escala de 60 ou 70 mergulhadores em uma geração.

## Haenyo
Na província sul-coreana de Jeju, mulheres praticam uma atividade bastante semelhante. Essas profissionais são conhecidas na Coreia por haenyo e são responsáveis por uma notável mudança na estrutura familiar da província coreana.